# عاشق مجنون‌وار
عاشق مجنون‌وار (ایتالیایی: Pazzo d'amore) فیلمی ایتالیایی در ژانر کمدی به کارگردانی جاکومو جنتیلومو با بازی رناتو راسل است که در سال ۱۹۴۲ منتشر شد.